# Parque nacional Isla Repulse
El parque nacional Isla Repulse es un parque nacional en Queensland (Australia), ubicado a 875 km al noroeste de Brisbane.
El parque nacional Isla Repulse forma parte de la Gran Barrera de Coral, Patrimonio de la Humanidad en Australia según la Organización de las Naciones Unidas para la Educación, la Ciencia y la Cultura (UNESCO).